# Atos 13
Atos 13 é o décimo-terceiro capítulo dos Atos dos Apóstolos, de autoria de Lucas, o Evangelista, no Novo Testamento da Bíblia. Ele relata a primeira viagem missionária de Paulo (que antes era Saulo) e Barnabé até Chipre romana e a Pisídia. Presume-se que esta viagem tenha ocorrido entre 47 e 48.

## Manuscritos
Atos 13 foi originalmente escrito em grego koiné e dividido em 52 versículos. Alguns dos manuscritos que contém este capítulo ou trechos dele são:
- Codex Vaticanus (325–350)
- Codex Sinaiticus (330–360)
- Codex Bezae (c. 400)
- Codex Alexandrinus (ca. 400–440)
- Codex Ephraemi Rescriptus (c. 450; versículos 2 a 52)
- Codex Laudianus (ca. 550)

## Estrutura
A Tradução Brasileira da Bíblia organiza este capítulo da seguinte maneira:
- Atos 13:1-3 - Barnabé e Saulo. A primeira viagem missionária
- Atos 13:4-12 - Elimas, o mago
- Atos 13:13-15 - João volta a Jerusalém
- Atos 13:16-41 - O discurso de Paulo em Antioquia
- Atos 13:42-43 - Rogados a pregar no próximo sábado
- Atos 13:44-52 - Paulo e Barnabé vão para os gentios

## Temas principais

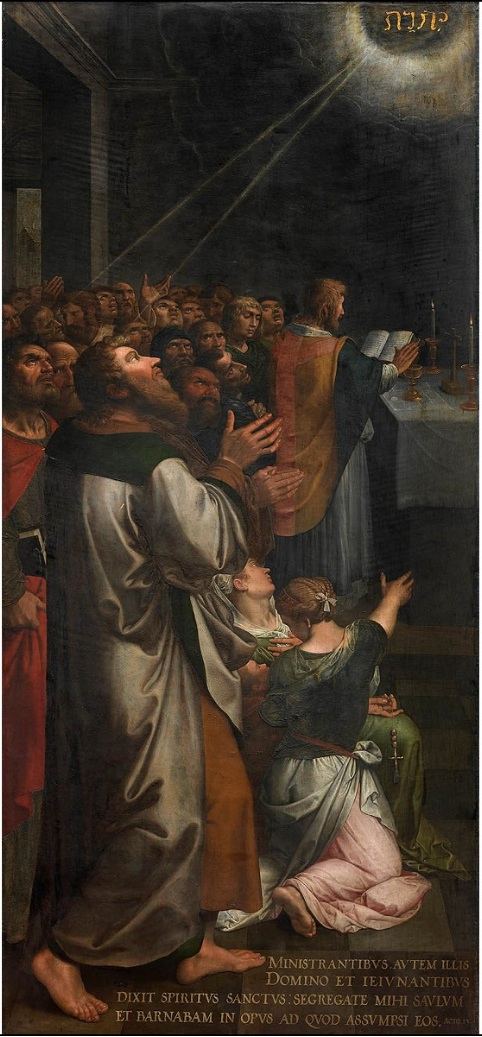
Saulo e Barnabé são escolhidos pelo Espírito Santo para a primeira viagem missionária, o tema de Atos 13.
Séc. XVII. Por Ambrosius Francken I, atualmente no Museu Real de Belas Artes de Antuérpia.

### Sérgio Paulo
Na época de Atos 13, atuavam na igreja de Antioquia  diversos "profetas e doutores" e o autor cita Simeão Níger, Lúcio de Cirene, Manaém, Barnabé e Saulo. Acredita-se que este Lúcio seja ou o mesmo mencionado em Romanos 16:21 ou Lucas, o autor do Evangelho de Lucas (e, tradicionalmente, dos Atos dos Apóstolos).
Saulo e Barnabé foram escolhidos "pelo Espírito Santo" para uma viagem missionária pregando o Evangelho. Levando consigo João Marcos, os dois seguiram de Antioquia para Selêucia e de lá foram para Salamina, em Chipre. Do outro lado da ilha, em Pafos, encontraram «um judeu chamado Barjesus, mago, falso profeta» (Atos 13:6) junto com o procônsul Sérgio Paulo, que os havia chamado para ouvir sobre Jesus. Porém, Barjesus (chamado "Elimas" em grego) de tudo fazia para desviar a conversa. Furioso, Saulo, "também chamado de Paulo", disse:
| “ | «Ó filho do Diabo, cheio de todo o engano e de toda a malícia, inimigo de toda a justiça, não cessarás tu de perverter os caminhos retos do Senhor? Agora eis a mão do Senhor sobre ti, e ficarás cego, não vendo o sol por algum tempo. No mesmo instante caiu sobre ele uma névoa e trevas e, andando à roda, procurava quem o guiasse pela mão.» (Atos 13:10–11) | ” |

Atônitos, todos os presentes se converteram. É possível que Sérgio Paulo e não Cornélio, o Centurião (Atos 10), tenha sido o primeiro gentio convertido, pois não há evidências de que ele tenha jamais pisado no Templo ou numa sinagoga.

### Discurso de Paulo em Antioquia na Pisídia
De Pafos, o grupo seguiu para Perge, na Panfília, e de lá João Marcos voltou para Jerusalém, separando-se dos companheiros, que foram para Antioquia na Pisídia. Lá pregaram numa sinagoga e o autor dos Atos dos Apóstolos preservou um longo discurso do apóstolo (Atos 13:16–41). Até o versículo 22, Paulo, assim como fizera Estêvão, reconta a história do povo de Israel, da fuga do Egito até David, filho de Jessé, antepassados de Jesus (com referências a Salmos 89:20 e I Samuel 13:14). Em seguida, até o versículo 31, fala de João Batista e finalmente fala sobre a morte e ressurreição de Jesus (as "boas novas", que em grego se diz "euangelion" ou "evangelho"). Finalmente, num trecho repleto de referências ao Antigo Testamento, Paulo aponta Jesus como sendo a realização de antigas promessas de Deus aos israelitas. No encerramento, Paulo convoca os fieis:
| “ | «Seja-vos, pois, notório, irmãos, que por este se vos anuncia remissão dos pecados; e de tudo aquilo de que não pudestes ser justificados pela Lei de Moisés, por este é justificado todo o que crê. Guardai-vos, pois, de que não venha sobre vós o que foi dito nos profetas: Vede, ó desprezadores, maravilhai-vos e desaparecei, Porque eu faço uma obra nos vossos dias, Obra que de modo algum crereis, ainda que alguém vo-la refira. [uma referência a Habacuque 1:5].» (Atos 38:41) | ” |

Muitos se converteram e os dois foram convidados a voltar no sabá seguinte, quando quase toda cidade se reuniu para ouvir. Porém, desta vez os judeus estavam ali para contradizer o que falava Paulo. Numa importante revelação, Paulo informa: «Era a vós que se devia falar primeiramente a palavra de Deus; mas visto que a rejeitais e vos julgais indignos da vida eterna, eis que nos viramos para os gentios.» (Atos 13:46–47), indicando que o foco da pregação se voltava dos judeus para os gentios (uma referência à Isaías 49:6). Estes, maravilhados, passaram a divulgar a nova fé por toda a região. Furiosos, os judeus finalmente conseguiram expulsar os dois apóstolos, que seguiram para Icônio.